# Euxoa inclusa
Euxoa inclusa là một loài bướm đêm trong họ Noctuidae.